# استار ولی (آریزونا)
استار ولی (به انگلیسی: Star Valley) شهری در شهرستان جیلا ایالت آریزونا است که در سرشماری سال ۲۰۱۰ میلادی، ۱٬۹۷۰ نفر جمعیت داشته‌است. استار ولی، به‌طور رسمی در تاریخ ۲۰۰۵ میلادی به‌عنوان یک شهر شناخته شد.